# Koivujärvi (Jukkasjärvi socken, Lappland, 751119-172367)
Koivujärvi är en sjö i Kiruna kommun i Lappland och ingår i Torneälvens huvudavrinningsområde. Sjön har en area på 0,0433 kvadratkilometer och ligger 417,1 meter över havet. Koivujärvi ligger i Torne och Kalix älvsystem Natura 2000-område.

## Delavrinningsområde
Koivujärvi ingår i det delavrinningsområde (751218-172333) som SMHI kallar för Mynnar i Luongasjoki. Medelhöjden är 389 meter över havet och ytan är 38,97 kvadratkilometer. Det finns inga avrinningsområden uppströms utan avrinningsområdet är högsta punkten. Pruukinjoki som avvattnar avrinningsområdet har biflödesordning 3, vilket innebär att vattnet flödar genom totalt 3 vattendrag innan det når havet efter 356 kilometer. Avrinningsområdet består mestadels av skog (80 procent). Avrinningsområdet har 1,3 kvadratkilometer vattenytor vilket ger det en sjöprocent på 3,3 procent. Bebyggelsen i området täcker en yta av 0,7 kvadratkilometer eller 2 procent av avrinningsområdet.